# Carl Gustaf von Brinkman
Carl Gustaf von Brinkman (eller von Brinckmann), född 25 februari 1764 på Nacka gård, Nacka socken, Stockholms län, död 25 december 1847 i Stockholm, var en svensk klassicistisk poet, författare och diplomat. Ledamot av Svenska Akademien 1828–1847, stol 3, adlad och upphöjd till friherre, kammarherre, och ledamot i rikets allmänna ärendens beredning. Han var kusin till Gustaf Anton af Brinkman. 

## Biografi
Carl Gustaf von Brinkman var son till sekreteraren Hans Gustaf von Brinkman och grevinnan Beata Kristina Leijonstedt. Hans uppfostran fick redan från början en strängt religiös riktning, och fadern, som ämnade honom till missionär, skickade 1775 sin elvaårige son till den klosterlika herrnhutska uppfostringsanstalten i Niesky (Kurfurstendömet Sachsen). Där vistades han till slutet av 1782 under ett engagerat studium av de klassiska språken och flyttades därifrån till evangeliska brödraförsamlingens seminarium i Barby, där han tillbringade nära tre år, sysselsatt med teologiska och andra studier.
Under hela den tid han tillbringade på dessa skolor vantrivdes han. År 1786 besökte han sin far, som inte ville lyssna till hans böner att få välja en annan bana och som tvingade honom att i juli 1787 återvända till Barby. Där kom han emellertid till klarhet med sig själv och bröt med fadern. Därefter begav han sig till Halle för att studera filosofi samt stats- och språkvetenskap. Under 1789 besökte han universiteten i Wittenberg, Jena, Leipzig, Weimar och Berlin.

### Utrikestjänst
På hösten 1790 reste han tillbaka till Sverige och blev 1791, efter att ha avlagt kansliexamen i Uppsala, utnämnd till andre sekreterare i kabinettet för utrikes brefväxlingen. På egen begäran blev han i maj 1792 utnämnd till legationssekreterare i Berlin, under envoyén Christian Ehrenfried von Carisien, efter vars död (1794) han förestod legationen till 1796. Under sin tid i Berlin umgicks han med Friedrich von Gentz, bröderna Alexander och Wilhelm von Humboldt med flera, och gjorde bekantskap med Rahel Levin, som då utgjorde medelpunkten för Berlins hela förnäma och litterära värld. Med henne förde han länge en flitig brevväxling.
Genom de filosofiska studier han 1796 idkade i sällskap med Friedrich Schleiermacher (som varit hans skolkamrat i Niesky och Barby) lyckades Brinkman snart arbeta sig ifrån det religionsgrubbel som sedan barnaåren besvärat honom. År 1797 utnämndes han till legationssekreterare i Paris, under Eric Magnus Staël von Holstein, egentligen för att kontrollera denne och neutralisera verkan av hans sympatier för franska revolutionen. Efter ministerns återkallande övertog han ensam vården om legationens angelägenheter. Hans diplomatiska ställning i Paris var emellertid osäker och obehaglig, varför hemkallandet i december 1799 var välkommet.
År 1801 sändes han till Berlin. Om hans kärlek till Tyskland och dess folk vittnar bland annat ett brev till Ludwig Tieck (1835), i vilket han kallar Tyskland sin andes och sitt hjärtas rätta fädernesland. I Berlin blev han efter von Engeströms återkallande 1803 chargé d'affaires. Under denna tid inträffade de förvecklingar mellan Sverige och Preussen, som löstes först i och med båda makternas deltagande i kriget mot Frankrike. Han entledigades från sin befattning 1805 till följd av denna tvist men gjorde sedan på enskild väg flera försök att bilägga den.
Brinkman lämnade Berlin för alltid 1806 och utnämndes året därpå till envoyé vid det preussiska hovet, som nyss förut hade tagit tillflykt i Memel. I det olyckliga preussiska kungahuset betraktades han nästan som medlem av familjen, och var under denna tid ett slags lärare för de kungliga barnen; kungafamiljen stod också ännu efter 30 år i vänskaplig brevväxling med honom. Genom skoningslösa yttranden om Napoleon I av Frankrike och Alexander I av Ryssland blev Brinkman emellertid föremål för Frankrikes misshag, preussiska regeringen tvingades därför att utvisa honom.
I maj 1808 återkom han från Königsberg till Stockholm, upphöjdes i adligt stånd och sändes i september som minister till London, där han stannade till 1810. Samma år blev han kammarherre, förordnades sedermera upprepade gånger att under Gustaf af Wetterstedts frånvaro förestå hovkanslersämbetet och var 1813–40 ledamot i rikets allmänna ärendens beredning.
År 1814 invaldes han i Vitterhetsakademien, blev 1828 ledamot i Svenska akademien, 1835 friherre, 1836 ledamot av Vetenskapsakademien och 1839 filosofie hedersdoktor i Uppsala. Han dog ogift i Stockholm på juldagsmorgonen 1847.
Brinkman var en mångsidigt bildad man; i synnerhet hade han ovanliga språkkunskaper. Genom sina vidsträckta intressen, sin opartiskhet och fördomsfrihet, förenad med stor välvilja och optimism, blev han en synnerligen avhållen sällskapsmänniska och tillhörde bland andra Karl XIV Johans närmare umgängeskrets.
Efter att ha lämnat den diplomatiska banan 1810 levde han ogift i Stockholm. Förutom titulära ämbeten i rikets tjänst ägnade han sig åt litteraturen. Brinkman var också en sällskapsmänniska som gärna anordnade bjudningar i sin lägenhet och kring sig samlade han litterärt intresserade högreståndskvinnor. Förutom hans beskyddarinna Ulla de Geer (född Sprengtporten) kan bland dessa nämnas Mathilda d'Orozco, grevinnan Therese af Ugglas, friherrinnan Charlotte Åkerhielm och Ulrika Skogman.

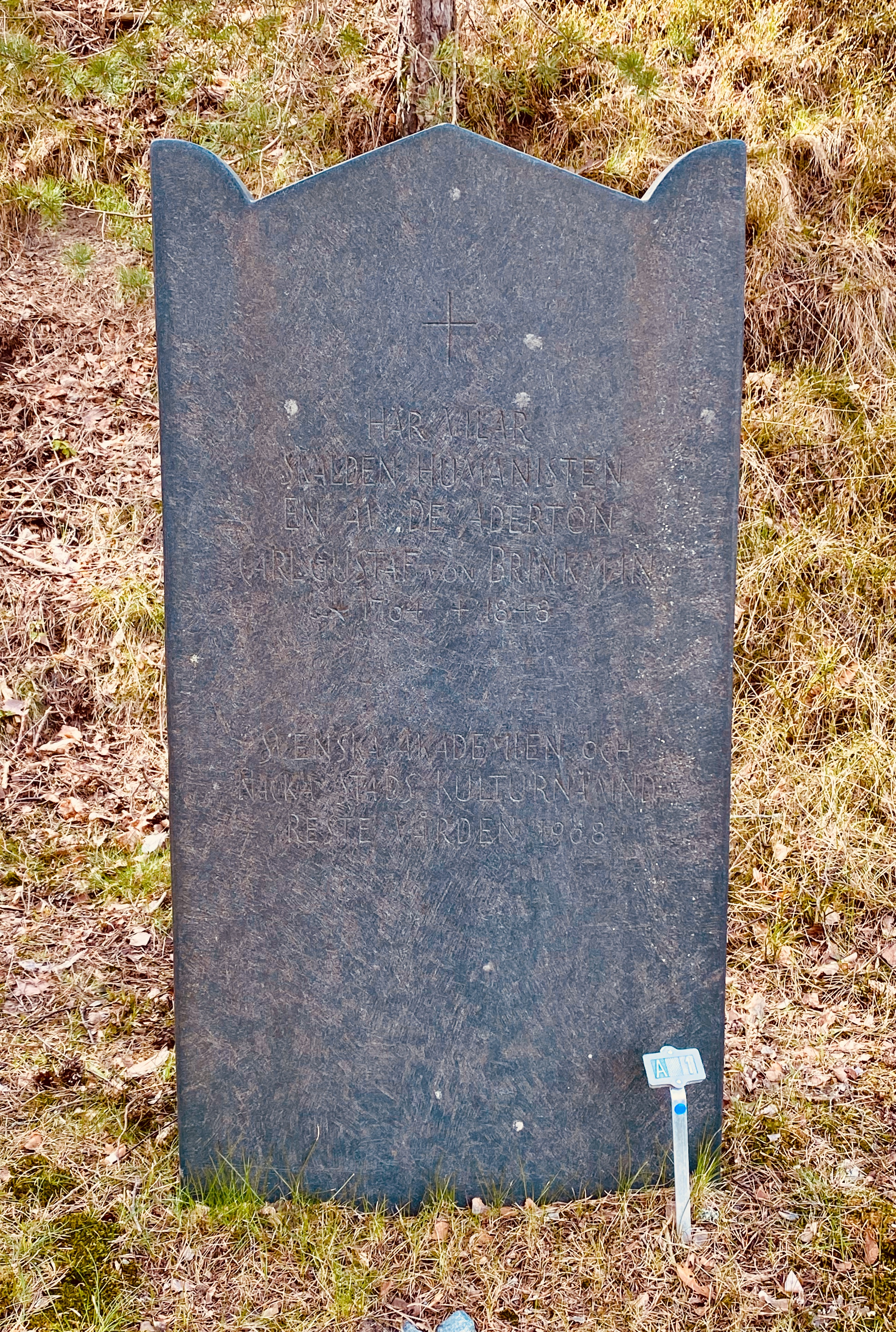
Carl Gustaf von Brinkmans grav på Södra kyrkogården, Nacka. "Svenska Akademien och Nacka stads kulturnämnd reste stenen 1968."

Carl Gustaf von Brinkman är begravd på Södra kyrkogården i Nacka.

## Författargärning
Det var under vistelsen i Halle som von Brinkman första gången offentligen uppträdde som skald. Redan då väckte han samtidens uppmärksamhet genom sitt noggranna iakttagande av metrikens lagar. Framdeles blev han också betraktad som en mästare i verskonsten, särskilt i behandlingen av hexametern. Han stred för vad han menade vara den äkta antiken, vilket väckte hos honom avsmak för den franska skolans klassicism, på samma gång den höll honom fri från inflytande av romantiken, med vars mest betydelsefulla målsmän han för övrigt under sin vistelse i Berlin stod i nära beröring.
1789 utgav han, under pseudonymen Selmar, ett band Gedichte, vilka, till följd av språkets och versbyggnadens behandling, ådrog sig bland andras Klopstocks uppmärksamhet. 1799 lät han i Paris trycka Elegien, och 1804 utkom, med dedikation till Goethe, Gedichte von Carl Gustav v. Brinckmann. Erstes Bändchen.
Av hans Philosophische Ansichten utkom första delen 1806. (Anteckningar till detta arbetes andra del finns i det så kallade Brinkmanska arkivet.)
Såsom diktare på sitt modersmål uppträdde han egentligen först 1821, då han vann Svenska akademiens stora pris för dikten Snillets verld. Detta poem finnes i något omarbetat skick intaget i hans Vitterhetsförsök (1842), vilkas egentliga kärnpunkt utgörs av hans Tankebilder (4 böcker). Själv har han dock riktigt karakteriserat sig såsom snarare en poetisk människa än en skald, snarare läsare än författare.

## Brinkmanska arkivet
Sin utomordentligt rikhaltiga och dyrbara boksamling (omkring 20 000 band) skänkte han till Uppsala universitet vilket var, näst efter Gustav II Adolfs, den största donation universitetet dittills fått. Hans stora handskriftsamling, det så kallade Brinkmanska arkivet, kom genom testamente till greve Hans Gabriel Trolle-Wachtmeister på Trolle-Ljungby, där den ännu förvaras. Denna samling innehåller bland annat en otrolig mängd brev från och till ut- och inländska statsmän, skalder och vetenskapsmän samt vittra kvinnor och väninnor. Hans brev till grevinnan Ulla de Geer motsvarar åtta bundna volymer, breven till friherrinnan Martina von Schwerin uppgår till 3 500 stycken.
Till Esaias Tegnér, som bland de svenska skalderna var den von Brinkman kände sig mest dragen till och till vilken han också stod i den vänskapligaste förbindelse, finns 221 brev, till en grevinna af Ugglas 124 och till Rahel Levin 97.